# رودني كارتر
رودني كارتر (بالإنجليزية: Rodney Carter)‏ هو لاعب كرة قدم أمريكية أمريكي، ولد في 30 أكتوبر 1964 في إليزابيث في الولايات المتحدة.

## وصلات خارجية
- رودني كارتر على موقع مرجع كرة القدم المحترفة.كوم (الإنجليزية)